# San Isidro de Alajuela
San Isidro es un distrito del cantón de Alajuela, en la provincia de Alajuela, de Costa Rica.

## Geografía
San Isidro cuenta con un área de 34,69 km² y una altitud media de 1357 m s. n. m.

## Demografía
Para el año 2022, San Isidro cuenta con una población estimada de 19 160 habitantes, y para el último censo efectuado, en 2011, San Isidro contaba con una población de 17 294 habitantes.

## Transporte

### Carreteras
Al distrito lo atraviesan las siguientes rutas nacionales de carretera:
- Ruta nacional 126
- Ruta nacional 130
- Ruta nacional 712
- Ruta nacional 718
- Ruta nacional 719
- Ruta nacional 727